# めぐり逢い (1998年のテレビドラマ)
『めぐり逢い』（めぐりあい）は、1998年4月10日から6月26日まで、TBS系列『金曜ドラマ』枠で放送された連続テレビドラマ。平均視聴率16.6%。主演は常盤貴子と福山雅治。

## 出演者

### メインキャスト
吉川絵里：常盤貴子
修二と出会った頃はダンスをしており、アメリカに留学することを夢見てバイトを掛け持ちしていた。修二とは隣の家同士で親友という関係性であったが、当時付き合っていた智にお金を盗まれてしまい、そのことを修二に慰められたことから修二と交際するようになる。だが、夢だったニューヨーク行きが決まり修二と別れた。1年後、ニューヨークで事故に遭いダンスができなくなる。その事故の時に出会った医師の清水と交際するようになり日本に帰国。その1年後、画廊で働いており偶然修二と再会する。再会し、修二と誕生日を一緒に過ごすがその後修二の前から姿を消し、弁当屋「オリーブ」を開業。修二の結婚後、清水とアメリカへ行くことを決めるも清水が事故に遭ってしまい清水と別れる。2年後、タクシー運転手をしながら、弁当屋時代に抱えた借金を返す生活を送っていたところ修二と再会。修二の離婚後、出逢った頃のように修二と暮らしはじめ、リフレインとクラブでバイトをする（後にクラブは退職）。同時期に清水と再会し、修二と再度離れ離れになる。10ヶ月後、洋服店でアルバイトをしながら子どもたちにダンスを教えている。そして清水にプロポーズされ、会津若松へ行くことを決めるも修二のことが忘れられず清水と別れ修二と結ばれる。
中田修二：福山雅治
九州地方出身。絵里と出会った頃は明九大学大学院の理工学部の学生であった。趣味でカメラをやっている。絵里が智と別れた頃に絵里と交際をスタートしプロポーズすることを決めるが、絵里がニューヨーク行きを決め、すれ違い、別れることとなる。その後建設会社へ就職。会社の同僚の菜穂子と交際し、結婚。結婚直前に勤務していた会社が倒産し環境エネルギーの会社に再就職する。2年後、会社を起業し社長となっているが菜穂子とはすれ違い別居状態に。その後正式に離婚。離婚後、会社を辞め、絵里と出逢った頃のように暮らし始め、写真を撮りはじめる。絵里が応募したフォトコンテストで佳作を受賞。写真家の石沢晶のアシスタントになりボスニアへ旅立つこととなる。10ヶ月後帰国し絵里と7年越しに結ばれる。
原田（中田）菜穂子：大路恵美（第1話 - 第7話、第9話）
修二と同じ会社の秘書室に勤める女性。修二と交際しており、6話で結婚する。結婚後、幸せな生活を送っていたが、修二の仕事が忙しくなったことで体調を壊し修二と別居し離婚。離婚後、父の知り合いの会社への就職が決まり簿記の専門学校へ通い始める。
山本浩：稲川淳二
絵里と修二行きつけの喫茶店「リフレイン」のマスター。
中田道夫：筒井康隆
修二の父で画家。修二や妻を捨て上京したことで修二から恨まれていたが修二の結婚直前に和解。9話で心不全で亡くなる。
原田健三：須永慶
菜穂子の父。
清水貴樹：岡本健一（第1話 - 第7話、第10話 - 最終話）
医者で絵里と交際している。ニューヨークで絵里が事故に遭ったことで出会う。既婚者であり娘がいる。後に妻と別居しロサンゼルスへ絵里と旅立つことになるが出国直前に事故に遭う。2年後医者を辞めて自堕落な生活を送っており、その頃に絵里と再会。家族とも別れていた。それから10ヶ月後、会津若松の病院への就職が決まり会津若松へ行く。

### その他
- 店員：遠山俊也
- 智：橋本さとし
- 上川守：斎藤陽一郎
- 清水圭子：水島かおり
- 香川世津子：結城しのぶ
- 社長：山口仁
- 早水昭彦：大島信一
- 西本：前田俊朗
- 石沢晶：高橋惠子

など

## テーマ曲
- 主題歌：福山雅治「Heart」
- 挿入歌：福山雅治「you」、福山雅治「Dear」（インスト）、福山雅治「Good night」（インスト）
- その他にも挿入曲あり。めぐり逢い オリジナル・サウンドトラック・アルバム ～ Fukuyama Masaharu Presents “ more ”に収録されている。

## スタッフ
- 脚本：吉田紀子
- 音楽プロデュース：福山雅治
- 音楽：服部隆之、吉川忠英
- 制作：八木康夫
- プロデュース：橋本孝
- 演出補：平川雄一朗
- 演出：遠藤環、土井裕泰、吉田健

## サブタイトル
| 第1話                                                      | 1998年4月10日 | 東京～ニューヨーク運命の恋 | 20.7% |
| 第2話                                                      | 1998年4月17日 | 帰らざる日々               | 18.4% |
| 第3話                                                      | 1998年4月24日 | 渡せなかった指輪           | 17.7% |
| 第4話                                                      | 1998年5月1日  | あふれ出る想い             | 15.8% |
| 第5話                                                      | 1998年5月8日  | せつない誕生日             | 15.7% |
| 第6話                                                      | 1998年5月15日 | 結婚                       | 14.8% |
| 第7話                                                      | 1998年5月22日 | 別離                       | 17.1% |
| 第8話                                                      | 1998年5月29日 | 二年の空白                 | 17.8% |
| 第9話                                                      | 1998年6月5日  | 安曇野の一夜               | 16.7% |
| 第10話                                                     | 1998年6月12日 | あの頃のように             | 16.2% |
| 第11話                                                     | 1998年6月19日 | さよなら                   | 14.5% |
| 最終話                                                     | 1998年6月26日 | ずっと抱きしめて           | 13.9% |
| 平均視聴率 16.7%（視聴率は関東地区・ビデオリサーチ社調べ） |               |                            |       |

## その他
- 当初、原田菜穂子役には真田麻垂美が予定されていたが、本作撮影開始前に真田が負傷（骨折）したため、大路恵美に変更となった。
- 2008年5月23日にDVD-BOXが発売された。